# Aspilota izyaslavi
Aspilota izyaslavi är en stekelart som beskrevs av Sergey A. Belokobylskij. Aspilota izyaslavi ingår i släktet Aspilota och familjen bracksteklar. Inga underarter finns listade.